# Jiří Fukač
Jiří Fukač (15. ledna 1936 Znojmo – 22. listopadu 2002 Brno) byl český muzikolog, vysokoškolský profesor a hudební organizátor a popularizátor.

## Mládí

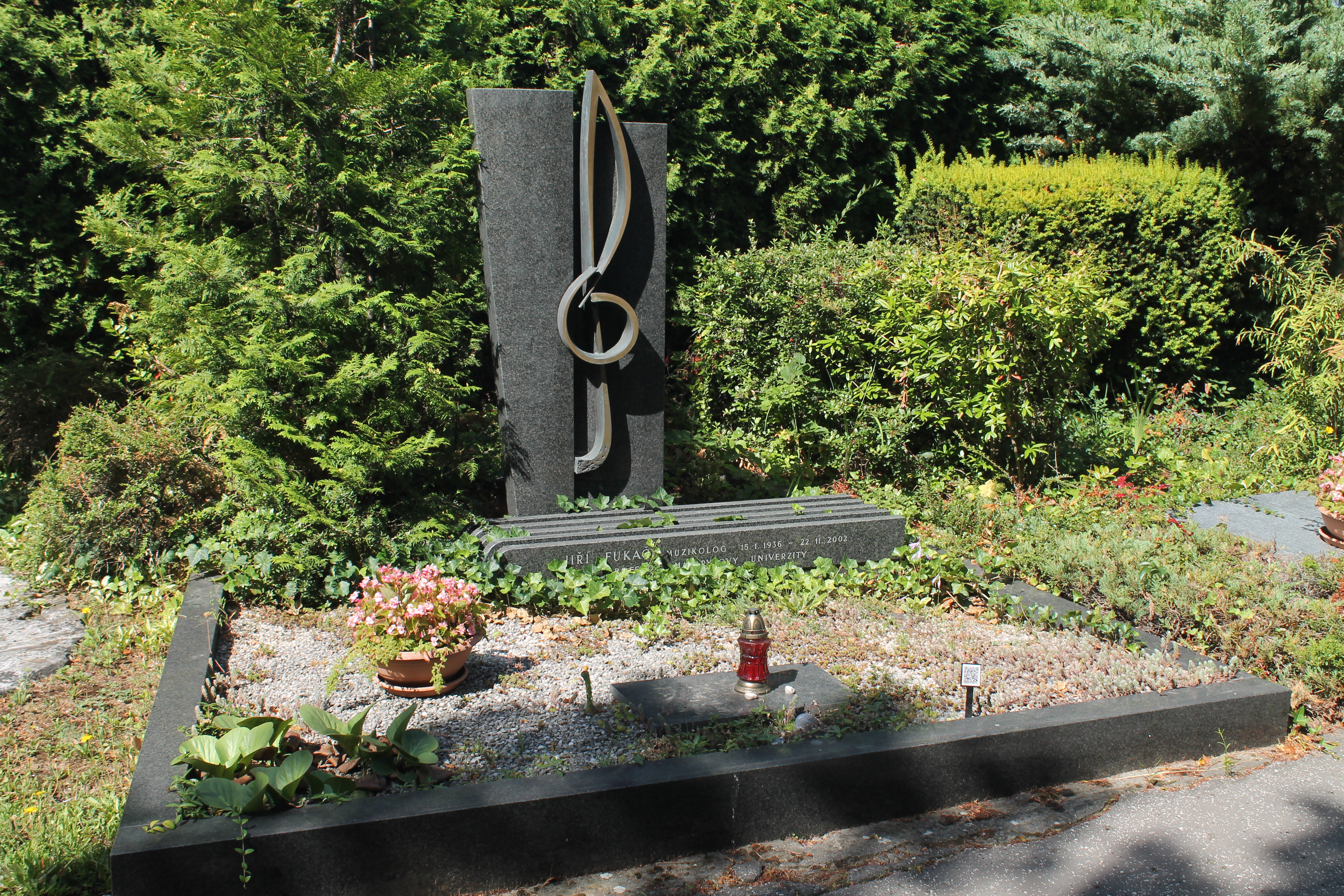
Hrob Jiřího Fukače na Ústředním hřbitově v Brně

Narodil se do uměnímilovné rodiny (otec Josef byl amatérský hudebník a malíř, matka Anděla klavíristka a hudební pedagožka), což se projevilo v jeho soukromém studiu hudební teorie a studiu klavíru na Hudební škole. Souběžně maturoval na tehdejší 1. jedenáctileté škole (1954), angažoval se jako klavírista a příležitostný dirigent či sbormistr.

## Odborné vzdělání a zaměstnání
Během vysokoškolských studií hudební vědy na Filozofické fakultě Masarykovy univerzity (v té době University Jana Evangelisty Purkyně) byli jeho pedagogy Jan Racek a Bohumír Štědroň, ovlivnily ho i styky s dalšími uměnovědnými osobnostmi akademického okruhu (skladatel Zdeněk Blažek, folklorista Karel Vetterl, estetik Oleg Sus, klavírista Vilém Vaňura). V roce 1958 se oženil se svojí spolužačkou Jitkou (roz. Kupčíkovou), budoucí významnou brněnskou hudební publicistkou a redaktorkou. Již za studií (titul promovaný historik 1959, PhDr. 1967) působil v brněnských redakcích novin Mladá fronta či Rovnost a stal se redaktorem univerzitního časopisu U (1961). Později začal působit jako odborný asistent hudebněvědné katedry Filosofické fakultě tehdejší University Jana Evangelisty Purkyně (1961), kde se zasloužil o založení pravidelně pořádaného Mezinárodního hudebněvědného kolokvia. V letech 1963–1967 pracoval v brněnské odbočce Svazu československých skladatelů a podílel se na vzniku hudebního měsíčníku Opus musicum, jehož byl prvním šéfredaktorem (1969–1970). V době normalizace mu byla pro své názory omezována pedagogická i publikační činnosti a věnoval se především hudební lexikografii. Externě působil také na univerzitách v Olomouci a Nitře. Místem i těžištěm jeho působení však byla muzikologická katedra na brněnské univerzitě, jejíž byl později i vedoucím (1990–1998). Jakožto vedoucí pracoviště se zasloužil mj. o založení Akademie staré hudby jakožto jediného studia tohoto typu v České republice (výuka realizována od 1992). Na katedře spolupracoval se svými kolegy Rudolfem Pečmanem, Milošem Štědroněm a Jiřím Vysloužilem. Po listopadu 1989 vstoupil do organizačně vědeckých struktur Masarykovy univerzity (vědecká rada Filozofické fakulty, Akademický senát vědecké fakulty) a mezi lety 1998–2001 působil jako její prorektor pro zahraniční vztahy. V rámci polistopadových rehabilitací byl jmenován docentem (1990), kandidátem věd (1991) a profesorem (1994). Svou výukou a svými odbornými i lidskými postoji zásadně ovlivnil několik brněnských muzikologických generací a díky jeho kontaktům s řadou evropských muzikologických pracovišť se brněnská hudební věda dostala do širokého mezinárodního povědomí. Aktivní byl taktéž v oblasti popularizační – uplatnil se v denním tisku jako hudební kritik a v brněnském rozhlase jako hudební publicista, po roce 1989 i v několika televizních pořadech. Spolupracoval rovněž přípravě a realizaci řady seminářů, konferencí, kongresů, festivalů, včetně pravidelných podzimních brněnských hudebních festivalů a muzikologických kolokvií a působil v řadě hudebnických organizací (Svaz československých skladatelé, Asociace hudebních umělců a vědců, spoluzakladatel České hudební rady, předseda Mezinárodní společnosti Leoše Janáčka apod.). Za jeho různorodé aktivity se mu dostalo řady uznání: Cena Českého hudebního fondu (1992), Cena rektora Masarykovy univerzity (1998), Cena česko-německého porozumění (1998), jubilejní janáčkovská medaile in memoriam (2004). Zemřel na svátek sv. Cecílie a je pohřben na Ústředním hřbitově v Brně.

## Oblasti odborného zájmu

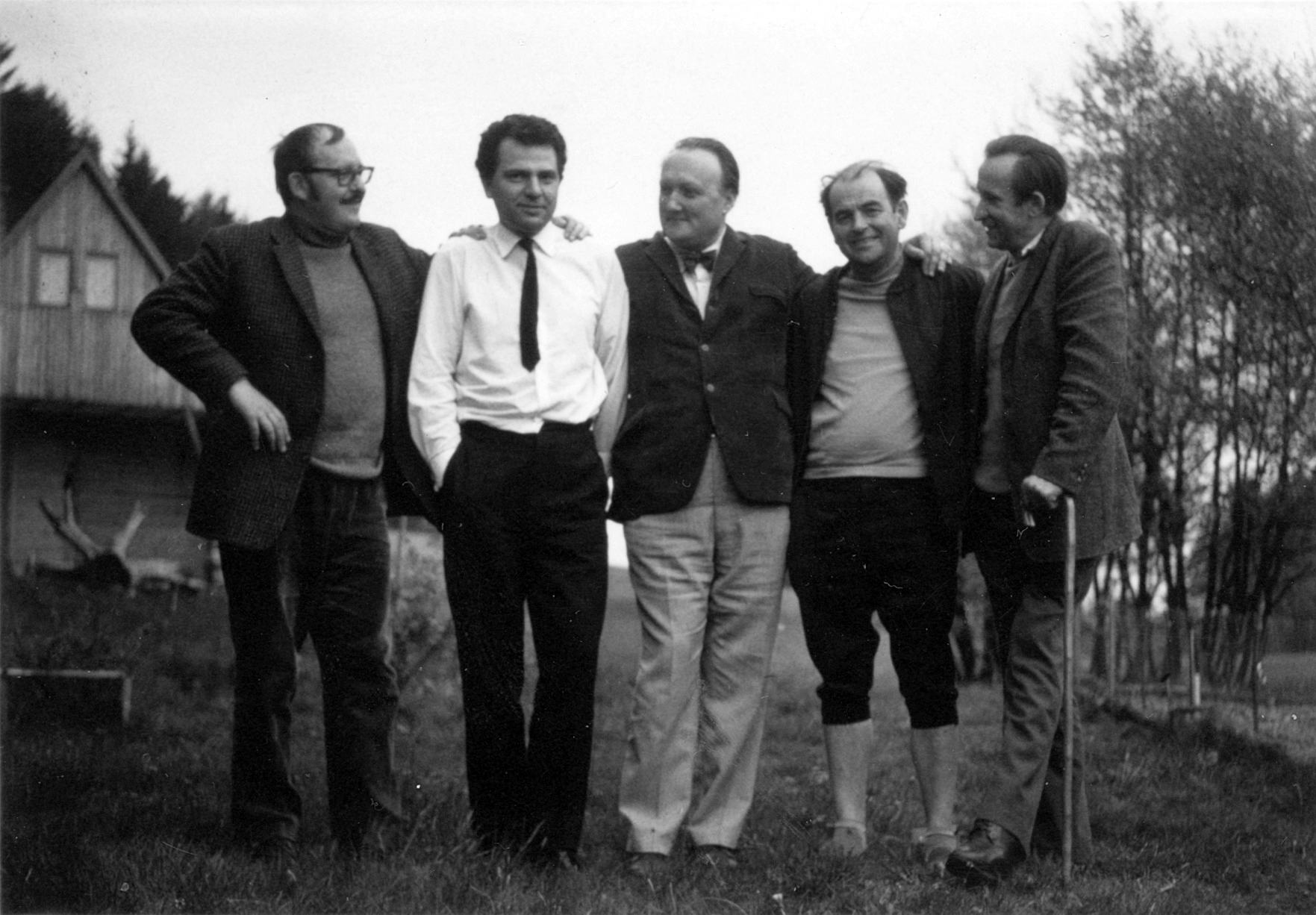
Jiří Fukač (druhý zleva)

Jiří Fukač se erudovaně orientoval ve většině oblastí hudební vědy, což dokládá rozsáhlý bibliografický seznam obsahující četné knižní publikace, časopisecké studie, statě a články či referáty na odborných konferencích a seminářích. Těžištěm jeho zájmu byla hudební historiografie (dokládá již jeho diplomní práce Křižovnický hudební inventář I-II), hudební sociologie a hudební estetika (včetně sémiotiky, teorie komunikace atp.). Uvědomoval si též důležitost hudby nonartificiální a příležitostně publikoval o problematice hudebního folkloru. V metodologii se hlásil k tradicím středoevropské, zejména německé muzikologie, přestože mu nebyly cizí i trendy tzv. new musicology. Za studií se za vedení Bohumíra Štědroně autorsky i organizačně podílel na přípravě Československého hudebního slovníku osob a institucí I–II (1963, 1965) a jeho vlastní lexikografické úsilí vyvrcholilo Slovníkem české hudební kultury (1997) a iniciováním internetového projektu Český hudební slovník osob a institucí. Během raných asistentských let připravil skripta O studiu hudební vědy (1965), přičemž k přípravě mladých muzikologů přispěl i učebními texty Úvod do studia hudební vědy (s Ivanem Poledňákem, první vydání 1995) a Hudba a média. Rukověť muzikologa (s týmem spoluautorů, 1998), případně Hudební estetika jako konkretizace obecné estetiky a muzikologická disciplína (první vydání 1998) a příspěvky do metodologických spisů Hudební věda I-II-III (1988) a Základy hudební sémiotiky I-II-III (1992). Neméně důležitým příspěvkem k metodologii či sémantice hudební vědy je krátký terminologický spis Pojmosloví hudební komunikace (první české vydání 1991, dříve vydáno slovensky a slovinsky). Originální a zčásti popularizační publikací je terminologicko-metodologická kniha Mýtus a skutečnost hudby. Traktát o dobrodružství a oklikách poznání (1989). Zájem o hudebně pedagogickou problematiku se projevil dílem Hudební pedagogika. Koncepce a aplikace hudebně výchovných idejí v minulosti a přítomnosti (přepracovaná verze 2000, se Stanislavem Tesařem a Jozefem Verešem). Jeho přínos shrnují mj. rozsáhlý sborník k nedožitým 70. narozeninám, konference Jiří Fukač inspirující či speciální číslo odborného časopisu Musicologica Brunensia vydané při příležitosti 15 let od jeho úmrtí.

## Výběrová bibliografie

### Publikace[1]
O studiu hudební vědy (Praha 1964).
- Fukač, Jiří: Pojmoslovie hudobnej komunikácie (Nitra 1983,1986).
- Pojmoslovje glasbene komunikacije (Ljubljana 1989).
- Mýtus a skutečnost hudby. Traktát o dobrodružstvích a oklikách poznání (Praha 1989).
- Pojmosloví hudební komunikace (Brno 1991).
- Das Begriffssystem der musikalischen Kommunikation (Wien - Köln - Weimar 1994).
- Hudební estetika jako konkretizace obecné estetiky a muzikologická disciplína (Brno 1998, 2001).
- Fukač, Jiří – Mokrý, Ladislav: Die Musiksoziologie in der Tschechoslowakei (Praha 1967).
- Fukač, Jiří – Poledňák, Ivan: Hudba a její pojmoslovný systém. Otázky stratifikace a taxonomie hudby (Studie ČSAV č. 14, 1981, Praha 1981).
- Lébl, Vladimír – Poledňák, Ivan (ed.): Hudební věda I. – III. Historie a teorie oboru, jeho světový a český vývoj (Praha 1988).
- Fukač, Jiří – Vereš, Jozef: Hudobná pedagogika (Nitra 1988,1989).
- Fukač, Jiří – Jiránek, Jaroslav – Poledňák, Ivan – Volek, Jaroslav: Základy hudební sémiotiky I. – III. (Brno 1992).
- Poledňák, Ivan – Fukač, Jiří: Úvod do studia hudební vědy (Olomouc 2005, 2001, 1995).
- Fukač, Jiří – Vysloužil, Jiří – Macek, Petr (ed.): Slovník české hudební kultury (Praha 1997).
- Fukač, Jiří a kolektiv: Hudba a média. Rukověť muzikologa (Brno 1998).
- Fukač, Jiří – Vereš, Jozef – Tesař, Stanislav: Hudební pedagogika. Koncepce a aplikace hudebně výchovných idejí v minulosti a přítomnosti (Brno 2000).
- Fukač, Jiří – Macek, Petr – Bek, Mikuláš: Úvod do uměnovědných studií. Elektronický učební text a čítanka (Brno 2003. www.phil.muni.cz/music).